# 정정숙
정정숙(1982년 8월 25일 ~ 2011년 6월 25일)은 대한민국의 전 여자 축구 선수로, 포지션은 미드필더였다.

## 경력
경상남도 고성군 출신으로 초등학교 시절에는 육상 선수로 활동했으며, 현대여자고등학교 1학년 시절 축구로 전향한 뒤 울산과학대학을 거쳐 2002년 경남 대교의 창단 멤버가 되었다. 또한 2001년 대한민국 여자 축구 국가대표팀에 데뷔했으며, 2002년 아시안 게임 당시 팀이 4위를 차지하는 데 공헌하였다.
이후 2005년 동아시아 여자 축구 선수권 대회 당시 국가대표팀의 일원으로 참가해 우승을 차지하는 데 일조하였고, 2006년 아시안 게임 축구 국가대표로 출전해 대회 4위에 오르는 데 기여했다. 2006년 AFC 여자 아시안컵 당시에는 태국을 상대로 6골을 득점해 11-0 승리에 기여하는 등 맹활약을 펼쳐 대회에서 총 7골을 기록해 공동 득점왕에 오르는 영예를 안았으며, 그 결과 그 해 아시아 축구 연맹에서 선정하는 '올해의 여자 선수' 후보에 오르기도 했다.

## 사망
2009년 위암 판정을 받고 위의 90% 절개하는 대수술을 받았으며, 이후 재활에 꾸준히 임했으나 2011년 6월 26일 합병증으로 사망했다. 향년 30세

## 선수 경력
- 2010년 1월 1일 기준

### 클럽
| 클럽      | 시즌 | 한국여자축구연맹전 (춘계/추계) | 한국여자축구연맹전 (춘계/추계) | 전국여자축구선수권대회 | 전국여자축구선수권대회 | 전국체육대회 | 전국체육대회 | 통산 | 통산 |
| 클럽      | 시즌 | 출장                           | 득점                           | 출장                   | 득점                   | 출장         | 득점         | 출장 | 득점 |
| --------- | ---- | ------------------------------ | ------------------------------ | ---------------------- | ---------------------- | ------------ | ------------ | ---- | ---- |
| 경남 대교 | 2002 | -/-                            | -/-                            | -                      | -                      | -            | -            | -    | -    |
| 경남 대교 | 2003 | /-                             | /-                             | -                      | -                      | -            | -            |      |      |
| 경남 대교 | 2004 | 2/4                            | 2/2                            | 2                      | 0                      | 3            | 4            | 11   | 8    |
| 경남 대교 | 2005 | 2/2                            | 0/1                            | 2                      | 1                      |              |              |      |      |
| 경남 대교 | 2006 | 3/4                            | 0/2                            |                        |                        |              |              |      |      |
| 경남 대교 | 2007 | 3/3                            | 0/3                            | 3                      | 1                      | 3            | 0            | 12   | 4    |
| 경남 대교 | 2008 | 3/4                            | 2/1                            | 3                      | 0                      | 3            | 1            | 13   | 4    |
| 통산      |      |                                |                                |                        |                        |              |              |      |      |
| 클럽      | 시즌 | WK리그                         | WK리그                         | 전국여자축구선수권대회 | 전국여자축구선수권대회 | 전국체육대회 | 전국체육대회 | 통산 | 통산 |
| 클럽      | 시즌 | 출장                           | 득점                           | 출장                   | 득점                   | 출장         | 득점         | 출장 | 득점 |
| 경남 대교 | 2009 | 0                              | 0                              | -                      | -                      | 0            | 0            | 0    | 0    |
| 통산      | 통산 | 0                              | 0                              | -                      | -                      | 0            | 0            | 0    | 0    |

### 국가대표팀
- 2002년 아시안 게임 여자 축구 국가대표
- 2005년 동아시아 여자 축구 선수권 대회 국가대표
- 2006년 AFC 여자 아시안컵 국가대표
- 2008년 동아시아 여자 축구 선수권 대회 국가대표

## 국가대표팀 득점 기록
- 2010년 1월 1일 기준
- 득점과 결과 리스트는 대한민국 여자 축구 국가대표팀의 득점을 먼저 기록

| # | 일시            | 장소                       | 상대 국가      | 득점 | 결과 | 경기 형식                |
| - | --------------- | -------------------------- | -------------- | ---- | ---- | ------------------------ |
| 1 | 2002년 1월 18일 | 오스트레일리아, 벤디고     | 오스트레일리아 | 1-0  | 1-4  | 친선경기                 |
| 2 | 2002년 10월 4일 | 대한민국, 양산시           | 중화 타이베이  | 2-0  | 2-1  | 2002년 아시안 게임       |
| 3 | 2006년 7월 20일 | 오스트레일리아, 애들레이드 | 태국           | 2-0  | 11-0 | 2006년 AFC 여자 아시안컵 |
| 4 | 2006년 7월 20일 | 오스트레일리아, 애들레이드 | 태국           | 5-0  | 11-0 | 2006년 AFC 여자 아시안컵 |
| 5 | 2006년 7월 20일 | 오스트레일리아, 애들레이드 | 태국           | 7-0  | 11-0 | 2006년 AFC 여자 아시안컵 |
| 6 | 2006년 7월 20일 | 오스트레일리아, 애들레이드 | 태국           | 8-0  | 11-0 | 2006년 AFC 여자 아시안컵 |
| 7 | 2006년 7월 20일 | 오스트레일리아, 애들레이드 | 태국           | 9-0  | 11-0 | 2006년 AFC 여자 아시안컵 |
| 8 | 2006년 7월 20일 | 오스트레일리아, 애들레이드 | 태국           | 10-0 | 11-0 | 2006년 AFC 여자 아시안컵 |
| 9 | 2006년 7월 22일 | 오스트레일리아, 애들레이드 | 미얀마         | 3-0  | 3-1  | 2006년 AFC 여자 아시안컵 |

## 수상 경력

#### 경남 대교
- WK리그 우승 1회: 2009
- 춘계한국여자축구연맹전 우승 2회: 2006, 2008
- 춘계한국여자축구연맹전 준우승 2회: 2003, 2004
- 추계한국여자축구연맹전 우승 2회: 2007, 2008
- 추계한국여자축구연맹전 준우승 2회: 2004, 2006
- 전국여자축구선수권대회 우승 3회: 2005, 2006, 2007
- 전국여자축구선수권대회 준우승 1회: 2004
- 전국체육대회 우승 2회: 2004, 2006
- 전국체육대회 준우승 3회: 2005, 2007, 2009

### 국가대표팀
- 2002년 아시안 게임 4위
- 2005년 동아시아 여자 축구 선수권 대회 우승

### 개인
- 2004년 춘계한국여자축구연맹전 득점왕
- 2006년 AFC 여자 아시안컵 득점왕
- 2006년 춘계한국여자축구연맹전 MVP
- 2006년 전국여자축구선수권대회 MVP
- 2007년 추계한국여자축구연맹전 MVP
- 2008년 추계한국여자축구연맹전 MVP